# L'ombra della maledizione
L'ombra della maledizione è un romanzo fantasy della scrittrice statunitense Lois McMaster Bujold pubblicato nel 2001.
Il libro è il primo capitolo di una trilogia chiamata Il ciclo di Chalion, dal nome del regno dove sono ambientate le vicende.

## Trama
Le vicende narrate nel libro sono ambientate in una terra che ricorda per i nomi dei personaggi e delle località la Spagna tardo medievale. La Bujold introduce nel romanzo una particolare religione basata su cinque dei (il Padre, la Madre, il Figlio, la Figlia e il Bastardo) che avrà un ruolo predominante in questo e nei volumi successivi del ciclo. In particolare il romanzo va ad analizzare il rapporto che esiste tra libero arbitrio, destino e intervento divino.
Protagonista della vicenda è Lupe dy Cazaril, un castillano (nobile di basso rango) che dopo una lunghissima prigionia, molto provato nel fisico e nell'anima, riesce a tornare nel suo paese, il regno di Chalion. Qua riesce dopo alcune vicissitudini ad essere nominato tutore della Royesse Iselle, bella ed intelligente sorella dell'erede al trono. Tale incarico, in teoria di non grave impegno in quanto la ragazza è giovane e non ha un ruolo politico importante, è l'ideale per lui per riprendersi dai soprusi sofferti.
In realtà le vicende si complicano quanto la Royesse insieme al fratello Teidez arriva alla corte del Roya (Re) Orico. Qua infatti Dy Cazaril troverà personaggi che hanno dei conti in sospeso con lui e che stanno cercando di manipolare la corte e lo stesso Roya. Come se non bastasse scopre anche che una terribile maledizione grava sulla famiglia reale. La stessa maledizione si scopre è responsabile della pazzia della madre di Iselle, Ista (protagonista del successivo capitolo della saga) e della morte prematura di Ias, marito di quest'ultima, e precedente Roya di Charion.

## Corrispondenza tra finzione e realtà

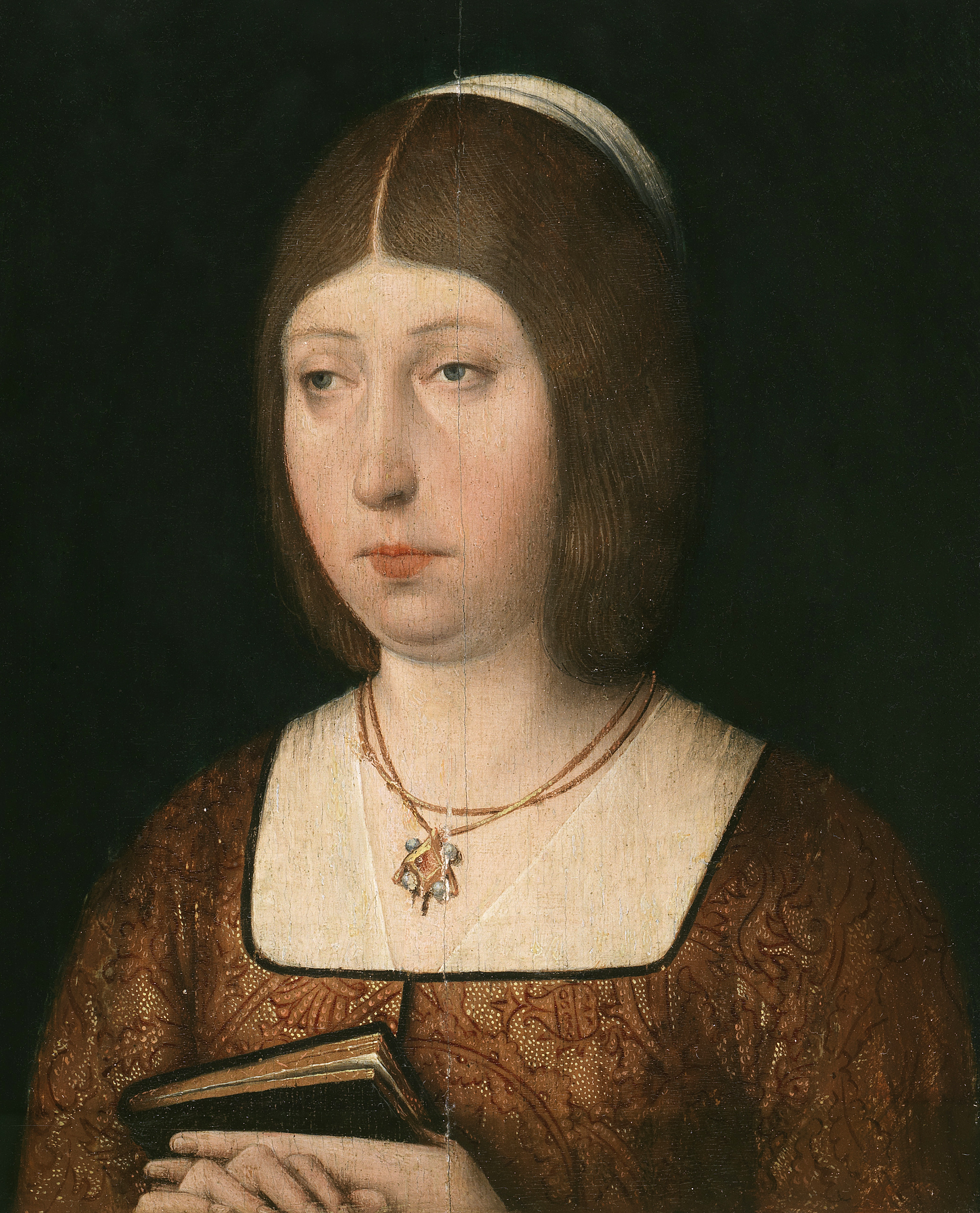
Isabella di Castiglia

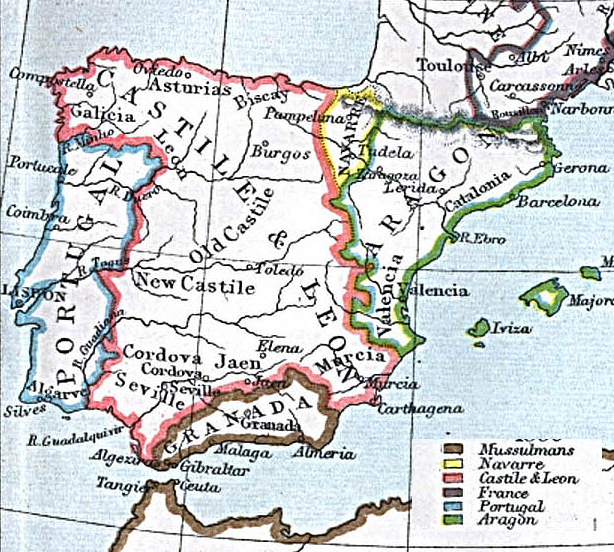
La penisola Iberica nel periodo considerato

È possibile trovare delle corrispondenze tra i personaggi creati dalla Bujold e alcuni personaggi realmente esistiti ai quali la stessa si è ispirata. L'intera vicenda narrata è infatti liberamente ispirata alla storia di Isabella di Castiglia, personaggio che ricalca la Royesse Iselle. È quindi relativamente semplice assegnare ad ogni personaggio del libro il corrispondente reale vissuto nell'odierna Spagna attorno al 1400. La Royina (Regina) vedova Ista, protagonista del seguito La messaggera delle anime, è basata sulla Regina Isabella di Portogallo. Il padre di Iselle, Roya Ias, è basato invece su Giovanni II di Castiglia, il cui favorito Álvaro de Luna ha invece ispirato l'amico - amante di Ias, Arvol dy Lutez. Il fratellastro di Iselle, Roya Orico, rappresenta Enrico IV di Castiglia, detto "l'impotente", e suo fratello Teidez corrisponde ad Alfonso XII di Castiglia.
La geografia del territorio dov'è ambientata la saga è presumibilmente basata sulla penisola Iberica del quindicesimo secolo con il nord e il sud invertiti. Chalion stessa rappresenta il regno di Castiglia mentre per quanto riguarda gli altri reami citati nel romanzo Ibra è Aragona e Valencia, Brajar è il Portogallo, i principati Roknari rappresentano i domini dei Mori in Andalusia e Darthaca è la Francia.

## Edizioni
- Lois McMaster Bujold, L'ombra della maledizione, traduzione di Annarita Garnieri e Rosa C. Stoppani, collana TEA DUE, Tascabili degli Editori Associati, 2003,  p. 566, ISBN 88-502-1005-1.